# Neumann-Hartmann
Neumann-Hartmann war eine Druckerei und ein Verlag in Elbing in Westpreußen.

## Geschichte
Seit dem späten 16. Jahrhundert bestand in Elbing eine Druckerei, in der auch Bücher verlegt wurden. Diese waren vor allem religiöse, wissenschaftliche und regionale Schriften, meist in deutscher Sprache, einige in polnischer oder lateinischer Sprache.
Sie bestand auch nach der Ersten Teilung Polens 1772 und dem Übergang des Gebietes an Preußen fort. 1784 wurde eine Druckgenehmigung durch die neuen preußischen Behörden erteilt.
1785 übernahm Johann Gottlieb Hartmann Verlag und Druckerei, 1834 dessen Schwiegersohn F. W. Neumann-Hartmann. Dieser verkaufte bald die dazugehörende Buchhandlung.
In den folgenden Jahren gab er zahlreiche Bücher aus Religion, Zeitgeschichte, Wissenschaft und weiteren Themen heraus, sowie die Zeitung Elbinger Anzeigen und weitere Zeitschriften.
Später wechselten Verlag und Druckerei mehrmals den Besitzer.
Von 1878 sind die letzten Veröffentlichungen mit diesem Verlagsnamen bekannt.
Druckerei und Verlag wurden wahrscheinlich von Reinhold Kühn übernommen, der ab 1887 in Elbing Bücher verlegte.